# 首藤康之
首藤 康之（しゅとう やすゆき、1971年11月11日- ）は、日本のバレエダンサー、俳優。

## 経歴
大分県の生まれ。バレエを始めたのは小学3年生（8歳）のときで、その契機は誕生日のプレゼントとして鑑賞したミュージカル『屋根の上のバイオリン弾き』に感動したことであった。
中学時代に単身ニューヨーク・ロンドンに渡ってレッスンを受ける。帰国後、東京バレエ団のモーリス・ベジャール振付『ザ・カブキ』を見て感銘を受け、15歳の時同バレエ団のオーディションを受け入団した。17歳でベテラン藤堂真子のパートナーに抜擢され、90年には『眠れる森の美女』の王子役で主役デビューを果たす。
1992年にはロシア・ボリショイ劇場とマリインスキー劇場で、『ラ・シルフィード』のジェームスを踊って評判となり、代表作の一つとなった。コンテンポラリーでもベジャール作品を中心に実力を発揮し、ベジャールの『M』『くるみ割り人形』『ペトルーシュカ』『ボレロ』、シルヴィ・ギエムと共演した『春の祭典』などは高く評価されている。また、イリ・キリアンの『パーフェクト・コンセプション』、ジョン・ノイマイヤーの『スプリング・アンド・フォール』を初演している。
2004年4月に東京バレエ団を退団し、特別団員となる。その後も『アポクリフ』（シディ・ラルビ・シェルカウイ振付／ベルギー王立モネ劇場世界初演 2007年から2016年まで全世界13カ国ワールドツアー 16年オーストラリア公演でツアー終了）、『空白に落ちた男』『ジキルとハイド』『シレンシオ』『斜面』（小野寺修二演出）、『鶴』(ウィル・タケット演出・振付) 新国立劇場バレエ団と共演した『Shakespeare THE SONNETS』『ベートヴェン・ソナタ』(中村恩恵振付)など国内外の振付家やカンパニーと活動。また神奈川芸術劇場(KAAT)で自身のプロデュース公演『DEDICATED』を上演するほか、ピナ・バウシュが芸術監督を務めたNRW国際ダンスフェスティバルなどの多くの海外公演にも出演した。
2000年に『ニジンスキー』(ジョン・ティリンジャー演出)でストレートプレイに初挑戦してからは、『SHAKESPEARE’S R&J』（ジョー・カラルコ演出）、『音のいない世界で』『かがみのかなたはたなかのなかに』『イヌビト』（長塚圭史演出）、『豊饒の海』(マックス・ウェブスター演出)、 『ピサロ』(ウィル・タケット演出) 、『渋谷コクーン歌舞伎  四谷怪談』『兵士の物語』(串田和美演出)、『出口なし』(白井晃演出)、『ダブリンキャロル』(コナー・マクファーソン作)など俳優としても多数の舞台に出演。2006年にはフランスのブランドイヴ・サンローランのインターナショナル広告モデルを務める。浅野忠信が初監督した『トーリ』、黒沢清監督『岸辺の旅』、松本潤主演のドラマ『99.9 刑事専門弁護士』などの映像分野のほか、近年は演出・振付・ステージングなどの活動も行っている。2012年に公開された自身のドキュメンタリー映画『今日と明日の間で』ではシンガーソングライターの椎名林檎が首藤のために書き下ろしたオリジナル楽曲を提供している。 
2012年、中村恩恵とのコラボレーション作品『Shakespeare THE SONET』により芸術選奨文部科学大臣賞舞踊部門を受賞した。

## 主な出演

### 舞台
2025年
- 『アーモンド』（シアタートラム 他、8/30-9/21 / 9月19日-21日）[5]

2024年
- 紀伊國屋ホール開場60周年記念公演「見知らぬ女の手紙」（紀伊國屋ホール、12/25~12/28）[6]

2023年
- 『ねじまき鳥クロニクル』綿谷ノボル役（東京芸術劇場プレイハウス、11/7-26、大貫勇輔とダブルキャスト）[7]

2022年
- 奏劇『Trio~君の音が聴こえる~』ステージング　よみうり大手町ホール (12/15~12/24)

2021年
- コトリンゴ作曲『ツバメ・ノヴェレッテ』白いツバメ役　高山市民文化会館(12/19)

2020年
- 新国立劇場バレエ団 シェイクスピア『ソネット』　中村恩恵振付 新国立劇場(11/28~11/29)

2019年
- 新国立劇場バレエ団『ベートーヴェン・ソナタ』ルートヴィヒ役 　中村恩恵振付 新国立劇場(11/30~12/1)

2018年
- 三島由紀夫原作舞台『豊饒の海』本多役　マックス・ウェブスター演出　紀伊國屋サザンシアター TAKASHIMAYA 他大阪公演　(11/3~12/9)

2017年
- 新国立劇場演劇『かがみのかなたはたなかのなかに 』(再演) たなか役 長塚圭史演出 新国立劇場 他全国七カ所 (新潟・兵庫・富山・大分・福岡・北九州・広島) 2017年12月〜2018年2月

2016年
- 朗読劇『季節が僕たちを連れ去った後に』寺山修司役　広田淳一構成・演出　六行会ホール(11/16~11/20)

2015年
- ディルク・P・ハウブリッヒ作曲『SILENT SONG』中村恩恵振付　横浜赤レンガ倉庫1号館

2014年
- チャイコフスキー作曲『くるみ割り人形』丸山和彰構成・演出　世田谷パブリックシアター

2013年
- 『Shakespeare THE SONNETS』(新国立劇場ダンス)詩人役 中村恩恵(振付・構成・演出)／首藤康之(構成・演出)

2012年
- 新国立劇場演劇『音のいない世界で 』長塚圭史演出　新国立劇場　山形シベールアリーナ 　仙台市宮城野区文化センター　北上市文化交流センター（さくらホール)

2011年
- 『KANNON』杉本博司　アートの起源プログラム／宗教 　首藤康之振付　 丸亀市猪熊弦一郎現代美術館

2010年
- 『空白に落ちた男』小野寺修二作・演出 パルコ劇場(7/24~8/3)

2009年
- 世界バレエフェスティバル特別プロ　オマージュアベジャール『ボレロ』モーリスベジャール振付　東京文化会館

2008年〜
- 『空白に落ちた男』小野寺修二作・演出　ベニサンピット(全53回公演)

2007年~2016年
- 『APOCRIFU アポクリフ』シディ・ラルビ・シェルカウイ振付
- ベルギー王立モネ劇場 オーチャードホール 他全世界13ヵ国ワールドツアー(2016年2月のオーストラリア公演でツアー終了)

2006年
2004年
- 首藤康之東京バレエ団退団公演『ボレロ』『ザ・カブキ』モーリス・ベジャール振付　ゆうぽうとホール

2002年
- アドベンチャーズ・イン・モーション・ピクチャーズ『SWAN LAKE』スワン／ストレンジャー役　マシュー・ボーン振付
- メゾン・ド・ラ・ダンス（リヨン） オーチャードホール　大阪フェスティバルホール　他ヨーロッパツアー

2000年
- 『ニジンスキー NIJINSKY』ジョン・ティリンジャー演出　パルコ劇場　他全国公演(大阪・福岡・名古屋) 全40回公演

1986年〜2004年(東京バレエ団)
「白鳥の湖」「眠れる森の美女」「くるみ割り人形」「ラ・シルフィード」「ジゼル」「ドン・キホーテ」「パキータ」「ザ・カブキ」「火の鳥」「ベジャール版くるみ割り人形」 「ベジャール版 ペトルーシュカ」「ベジャール版 春の祭典」 「M」「ボレロ」「バクチIII」「中国の不思議な役人」「ゲーテ・パリジェンヌ」「ギリシャの踊り」「リア王—プロスペロー」(ベジャールバレエ)「ロミオとジュリエット」よりパ・ド・ドゥ(ベジャールバレエ)「月に寄せる七つの俳句」 「スプリング・アンド・フォール」「シンフォニー・イン・D」「ステッピング・ストーンズ」「パーフェクト・コンセプション」「ドリームタイム」 「水晶宮」「テーマとヴァリエーション」「カルメン」「コンチェルト・プロコフィエフ」「タムタム」 「フォーキン版 ペトルーシュカ」「牧神の午後」ほか

### 映画
- トーリ（2004年）浅野忠信監督
- ソラノ（2005年ドキュメンタリー）山岡信貴監督
- eatrip（2009年ドキュメンタリー）野村友里監督
- 今日と明日の間で（2012年ドキュメンタリー）小林潤子監督
- 岸辺の旅（2015年）黒沢清監督

### テレビドラマ
- 99.9-刑事専門弁護士-（SEASON1(2016) SEASON２(2018) TBS）深山大介 役
- シリーズ・横溝正史短編集III「池松壮亮×金田一耕助3『女の決闘』」（2022年2月26日 NHK BSプレミアム）藤本哲也 役[8]

### 書籍&DVD
- POSSESSION（操上和美撮影、光琳社出版、1997年）
- 東京バレエ団「ドン・キホーテ」(新書館 2003年) DVD
- NO MUSIC NO LIFE　椎名林檎×首藤康之 (平間至撮影、マガジンハウス 2004年)
- 浅野忠信監督「トーリ」(IMAGICAエンターテイメント 2004年) DVD
- 山岡信貴監督「ソラノ」(IMAGICAエンターテイメント 2005年) DVD
- ニューヨーク・シティ・バレエワークアウト(日本版監修・ナレーション 東芝EMI 2004年) DVD
- ニューヨーク・シティ・バレエワークアウト２(日本版監修・ナレーション 東芝EMI 2006年) DVD
- 斎藤友佳理「ユカリュ−シャ」(新書館 2006年) DVD
- prints21 2006 冬号　特集：首藤康之 (プリンツ21 2006年)
- 踊る男たち (新書館、新藤弘子著 2008年)
- 闘うバレエ (文春文庫、佐々木忠次著 2009年)
- sidi larbi cherkaoui 「Dreams of Babel」(BelAir 2009年) DVD
- Ballet Work 首藤康之の美しくなるバレエ (BS日本 2010年) DVD
- 野村友里監督『eatrip イートリップ』(2011年) DVD
- SHUTO ダンサー首藤康之の世界（新書館、2012年）
- 首藤康之ドキュメンタリー映画「今日と明日の間で」(stylejam 2012年) DVD
- 黒沢清監督『岸辺の旅』(2015年) DVD
- TBSテレビ『99.9-刑事専門弁護士-』(2016年) DVD
- TBSテレビ『99.9 -刑事専門弁護士 seasonⅡ』(2016年) DVD
- DEDICATED（操上和美撮影、赤々舎、2016年）

### CM&広告
- カナダドライジンジャーエール(1993) tvcm
- 立山酒造(1997) 広告
- ユニクロ(1998) tvcm
- タワーレコード(2004) NOMUSIC NO LIFE 広告（共演・椎名林檎）[9]
- イヴ・サンローラン(2006) ワールドワイド広告
- 大分県立美術館(2016) オープニング動画&広告　他